# Saavedra (Bolivia)
Saavedra è un comune (municipio in spagnolo) della Bolivia nella provincia di Obispo Santistevan (dipartimento di Santa Cruz) con 21.609 abitanti (dato 2010).

## Cantoni
Il comune è formato dall'unico cantone omonimo suddiviso in 32 subcantoni.